# Проехидны
Проехи́дны (лат. Zaglossus) — род яйцекладущих млекопитающих семейства ехидновых.

## Описание
Длина тела современных видов от 45 до 77 см, масса от 5 до 16 кг. Высота в холке достигает 40 см. Четвёртый и пятый когти на передних и задних конечностях редуцированы. В отличие от ехидн их иглы короче, в меньшем количестве и частично скрыты в шерсти. Кроме того, конечности проехидн более длинные, а трубчатая морда длиннее и отчётливо изогнута вниз. У проехидн превосходное обоняние. Ушные раковины малы. Шерсть коричневая или чёрная.

## Распространение
Проехидны — эндемики Новой Гвинеи, где они населяют, прежде всего, лесистые области, а также высокогорья до высоты 4 000 м над уровнем моря. Эти животные активны в сумерки или ночью, вне периода размножения ведут одиночный образ жизни.

## Питание
Рацион питания состоит в первую очередь из дождевых червей, которых они ловят своим длинным, липким, покрытым маленькими крючками языком, во вторую очередь из жуков.

## Размножение
Примерно через месяц после спаривания самка помещает в сумку одно яйцо размером 17 мм. Приблизительно через неделю появляется детёныш, который остается в сумке примерно 10 дней. Через следующие 10 дней детёныш покидает сумку и находится следующие недели в гнезде. Мать и дальше заботится в течение этого времени о своём подрастающем поколении. Продолжительность жизни проехидн в неволе составляет 31 год.

## Виды
Сегодня выделяют три вида проехидн:
- Проехидна Бартона (Zaglossus bartoni) населяет юго-восточную Новую Гвинею
- Проехидна Брюйна (Zaglossus bruijni) населяет северо-западную Новую Гвинею
- Проехидна Аттенборо (Zaglossus attenboroughi) населяет запад Новой Гвинеи

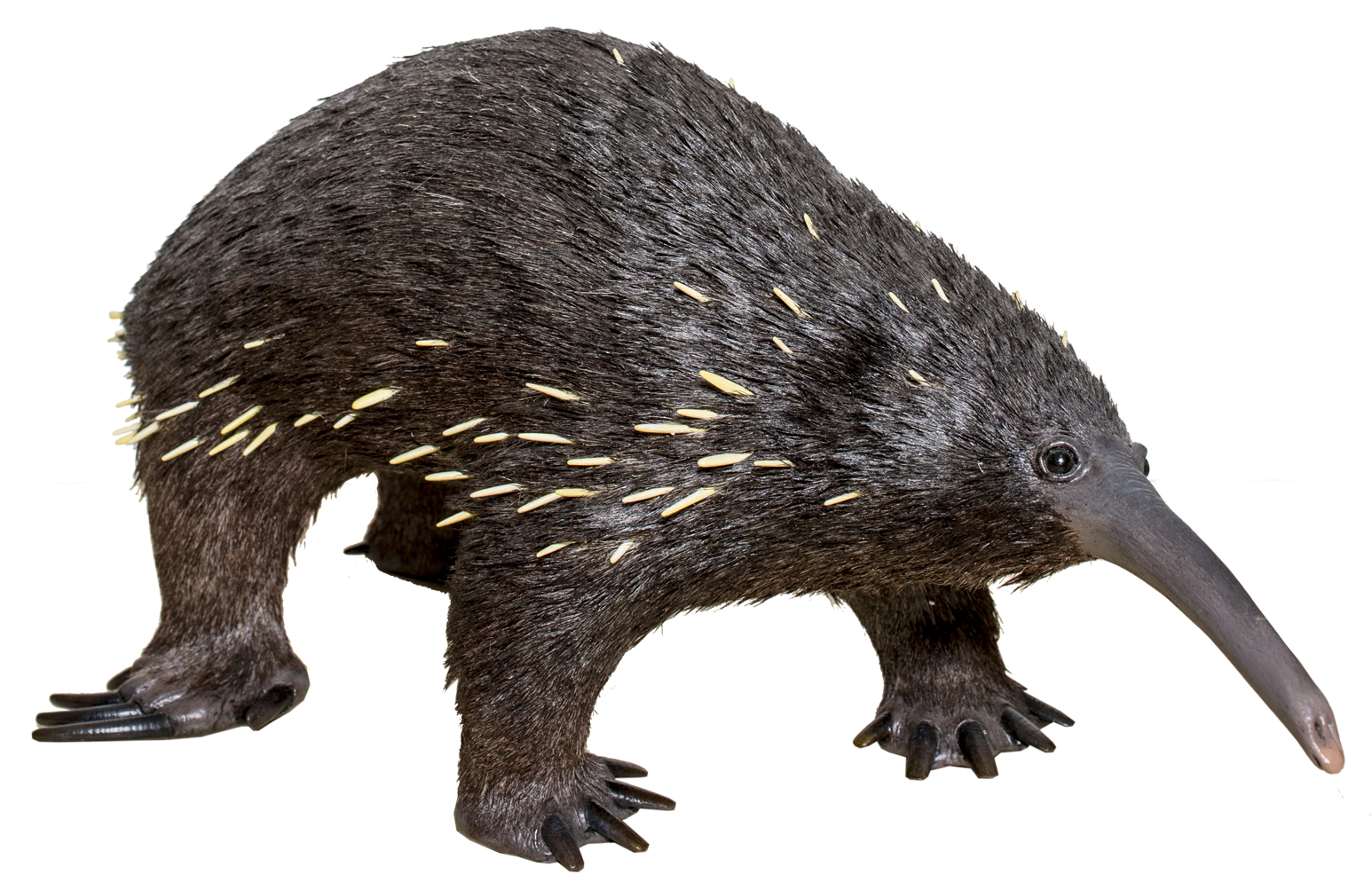
Проехидна Бартона